# Roxbury (Connecticut)
Roxbury és una població dels Estats Units a l'estat de Connecticut. Segons el cens del 2005 tenia 2.327 habitants.

## Demografia
Segons el cens del 2000, Roxbury tenia 2.136 habitants, 848 habitatges, i 620 famílies. La densitat de població era de 31,4 habitants/km².
Dels 848 habitatges en un 29,2% hi vivien nens de menys de 18 anys, en un 66,5% hi vivien parelles casades, en un 4,2% dones solteres, i en un 26,8% no eren unitats familiars. En el 20,3% dels habitatges hi vivien persones soles el 7,1% de les quals corresponia a persones de 65 anys o més que vivien soles. El nombre mitjà de persones vivint en cada habitatge era de 2,52 i el nombre mitjà de persones que vivien en cada família era de 2,95.
Per edats la població es repartia de la següent manera: un 22,8% tenia menys de 18 anys, un 3,7% entre 18 i 24, un 25,5% entre 25 i 44, un 34,3% de 45 a 60 i un 13,8% 65 anys o més.
L'edat mediana era de 44 anys. Per cada 100 dones de 18 o més anys hi havia 102 homes.
La renda mediana per habitatge era de 87.794 $ i la renda mediana per família de 97.672 $. Els homes tenien una renda mediana de 61.477 $ mentre que les dones 45.417 $. La renda per capita de la població era de 56.769 $. Aproximadament el 3% de les famílies i el 3,9% de la població estaven per davall del llindar de pobresa.